# Protitankový příkop
Protitankový příkop je uměle vytvořená prohlubeň, která má nepřátelským vozidlům, včetně těch s vysokou průchodností terénem, zabránit pokračovat v cestě. Může být vyztužen betonovou zdí jako ochranu proti sesutí stěn příkopu vlivem eroze nebo nepřátelské bojové činnosti. Zeď může být umístěna na odvrácené straně od nepřítele (kontreskarpa) i na straně směrem do vnitrozemí (eskarpa), nebo po obou stranách. Dno příkopu může být suché, vodní nebo zavodňovací.

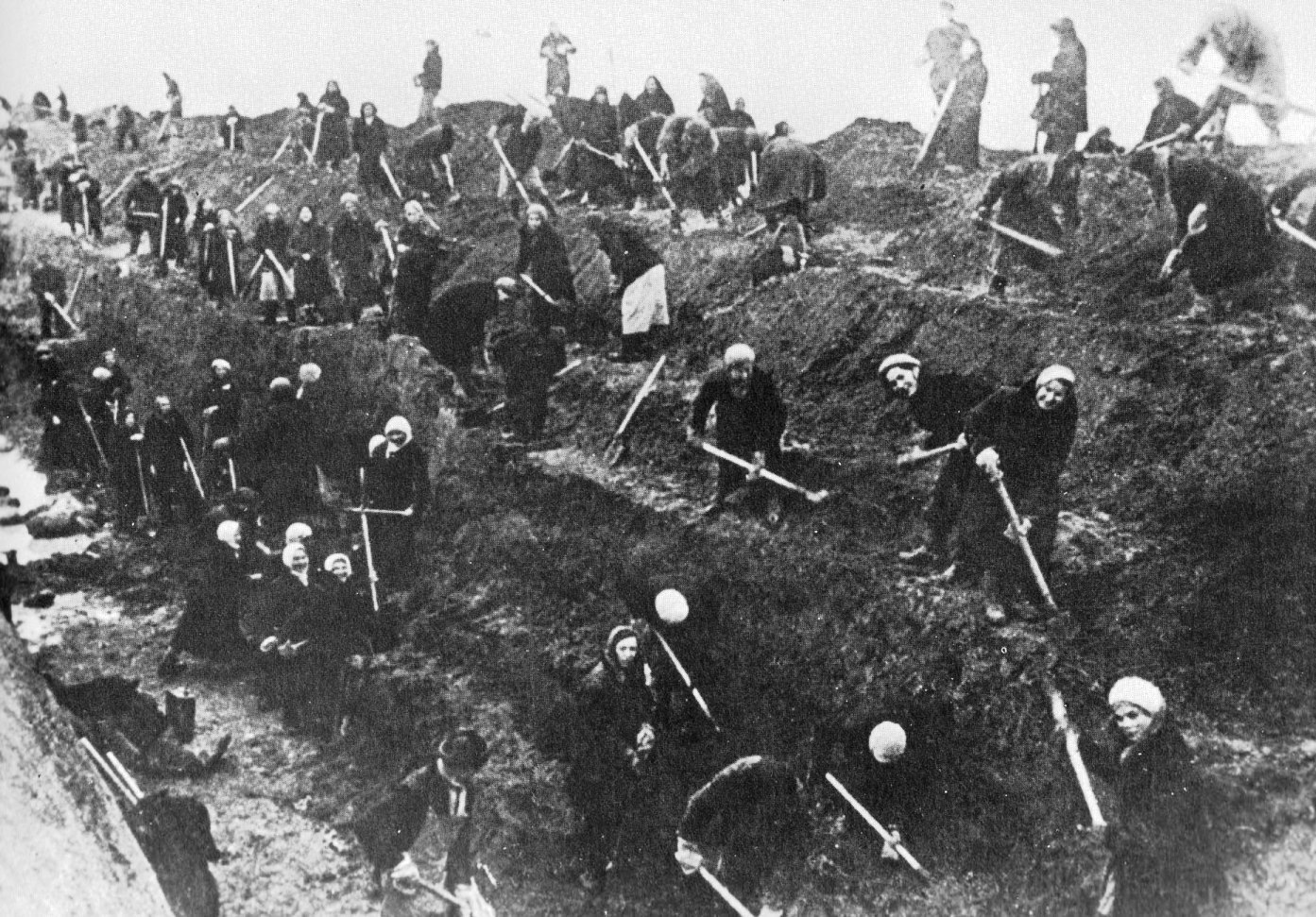
Sovětské ženy budují protitankový příkop před Moskvou.
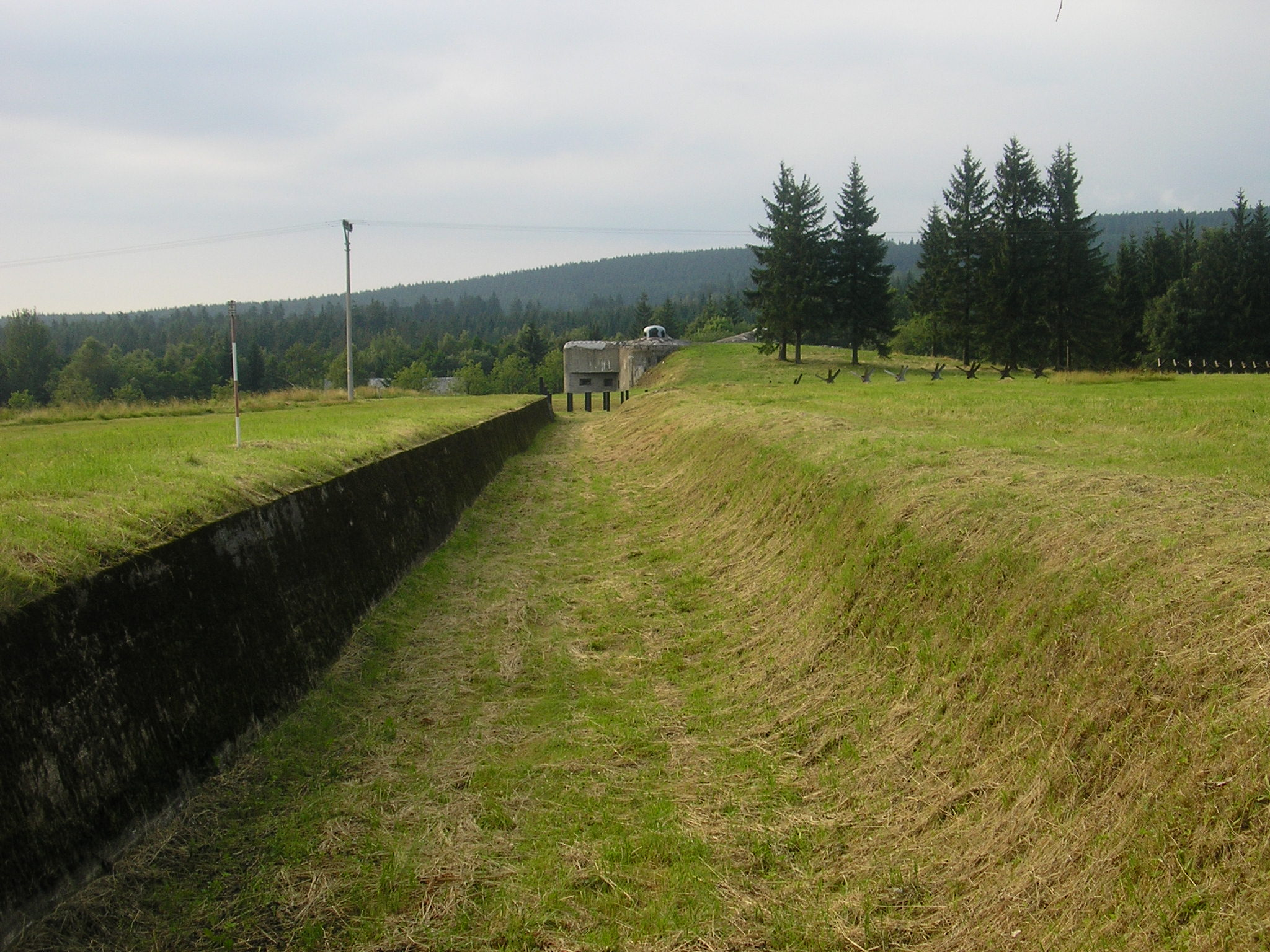
Protitankový příkop u československého opevnění